# Chinlechelys
Chinlechelys – rodzaj wymarłego żółwia, żyjącego w późnym triasie, około 205 mln lat temu.
OpisSkamieniałości Chinlechelys tenertesta bardzo fragmentaryczne, odnaleziono jedynie kości karku oraz fragmenty karapaksu i plastronu. Przypominają żółwia Proganochelys, ale mają bardziej prymitywną budowę pancerza. Wspólne dla obu gatunków, są kostne kolce na karku. Zwierzę miało ok. 30 cm, a pancerz miał ok. 1-3 mm grubości. Żebra nie są całkowicie połączone z pancerzem. Uważa się, iż karapaks mogły tworzyć luźne płytki kostne.
Miejsce znalezieniaNowy Meksyk (Stany Zjednoczone)